# مطار فايد
مطار فايد العسكري أو مطار فايد الحربي أو قاعدة فايد الجوية كما عُرف سابقًا باسم (RAF Fayid) و (LG-211) هو مطار عسكري في فايد غرب البحيرة المرة الكبرى، على بعد حوالي 23 كم (14 ميل) جنوب الإسماعيلية و116 كم (72 ميل) شمال شرق القاهرة. كان فيما مضى مطارًا رئيسيًا لسلاح الجو الملكي البريطاني شُيد قبل الحرب العالمية الثانية، واستخدمته القوات الجوية المصرية لاحقًا.
كان موقع المطار في البداية على بعد 23 كم جنوب الإسماعيلية وحوالي 116 كم شمال شرق القاهرة. قبل نقله إلى موقعه الحالي الذي يبعد حوالي 7.5 كم (4.7 ميل) جنوب المطار القديم.

## التاريخ

### الحرب العالمية الثانية
شيدت السلطات البريطانية مطار فايد الذي عمل كمطار عسكري لسلاح الجو الملكي والقوات الجوية للجيش الأمريكي خلال حملة شمال أفريقيا ضد قوات المحور إبان الحرب العالمية الثانية. كما كان فايد أيضًا موقعًا لمعسكر فايد، وهو معسكر اعتقال كبير للإيطاليين المصريين كانت تديره السلطات البريطانية.
خدمت وحدات من القوة الجوية التاسعة التابعة للقوات الجوية للجيش الأمريكي في المطار خلال حملة شمال أفريقيا:
الوحدات الأمريكية العاملة
| الوحدة                   | الفترة                         | طراز الطائرات   |
| ------------------------ | ------------------------------ | --------------- |
| المجموعة القاذفة رقم 98  | 11 نوفمبر 1942 - 9 فبراير 1943 | بي-24 ليبراتور  |
| مجموعة نقل الجند رقم 316 | يناير - مايو 1943              | سي-47 سكاي ترين |

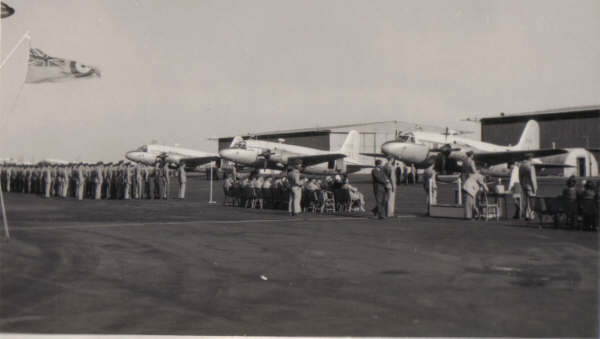
السرب 216 من سلاح الجو الملكي يغادر مطار فايد إلى المملكة المتحدة كجزء من اتفاقية الجلاء، 1956.

بعد انتهاء الحرب مباشرة لوحدات سلاح الجو الملكي البريطاني في البحر المتوسط، أصبح مطار فايد موطنًا للسرب 13 من سلاح الجو الملكي البريطاني الذي كان يُحلق بطائرات موسكيتو. لاحقًا، انضم إليها السرب 39 من سلاح الجو الملكي، بمقاتلات موسكيتو ليلية، بجانب السرب 208 من سلاح الجو الملكي بمقاتلات استطلاع سبتفاير الثامنة عشر. بحلول 1952، كان المطار نقطة انطلاق الناقلات الرئيسية في منطقة القناة وضم أيضًا خمسة أسراب بطائرات فاليتا هي الأسراب 70 و78 و114 و216. إلى جانب محطات سلاح الجو الملكي الأخرى في مصر التي أُخليت بحلول أبريل 1956، كجزء من اتفاقية الجلاء لإخلاء منطقة قناة السويس من الوجود البريطاني، استلمت القوات الجوية المصرية المطار عقب ذلك.

### حرب 56 و67
هوجم المطار مرتين خلال عملية الفارس 1956 وعملية موكيد 1967 ودُمرت الطائرات المصرية على الممرات في كلتا المرتين.

### حرب أكتوبر

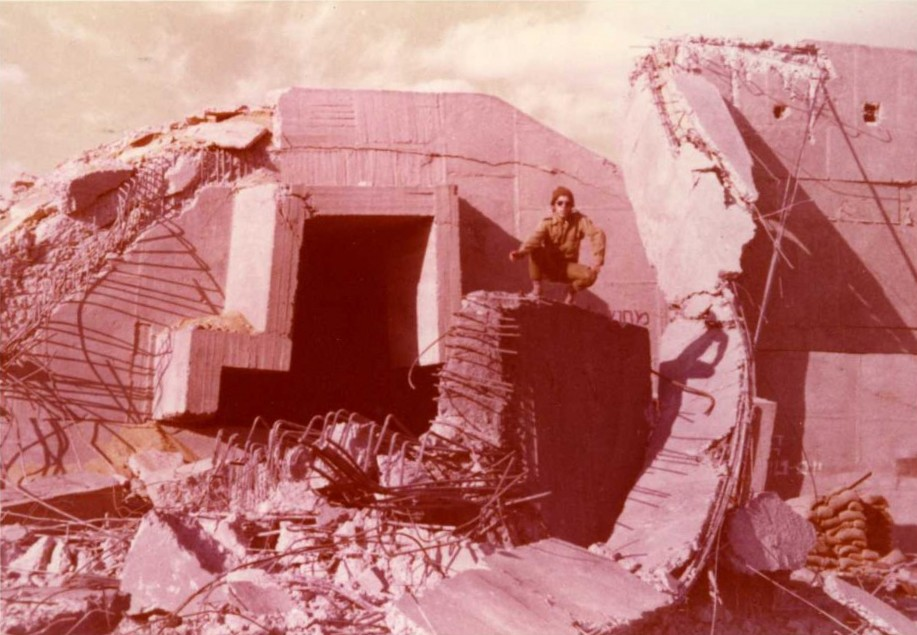
نسف هناجر الطائرات في مطار فايد القديم قبل الانسحاب الإسرائيلي، 1974

استولت القوات الإسرائيلية على منطقة فايد ومن بينها المطار في 20 أكتوبر 1973 كجزء من عملية أبيراي-لڤ، استخدمت القوات الجوية الإسرائيلية المطار لمدة أربعة أشهر وأطلقت عليه «قاعدة نحشون الجوية»، قبل الانسحاب الإسرائيلي من غرب القناة عقب توقيع اتفاقية فك الاشتباك الأولى.
شكل المطار جسر إمداد رئيسي للقوات الإسرائيلية غرب القناة ويعتقد أن غولدا مائير هبطت في مطار فايد بطائرة سي-130 لزيارة القوات الإسرائيلية هناك بتاريخ 22 أكتوبر. غادرت آخر طائرة إسرائيلية المطار بتاريخ 19 فبراير 1974، ونسفت القوات الإسرائيلية منشآت المطار قبل انسحابها.

## التاريخ اللاحق
أدارت القوات الجوية المصرية مطار فايد القديم حتى الثمانينيات ثم انتقلت وحدات وأفراد القوات المصرية إلى قاعدة فايد الجوية الجديدة التي أقامتها القوات الجوية الأمريكية، لاستيعاب آخر عملية بيع لطائرات إف-16 الأمريكية إلى مصر عبر المحيط الأطلنطي، بواسطة مركز البرامج عبر الأطلسي الأمريكي (TAC). أما المطار القديم فقد أُغلق عندما أخلته القوات المصرية. وحاليًا موقعه مهجور ومغطى بالرمال كجزء من الصحراء.
تستوعب قاعدة فايد الجوية الجديدة حاليًا سربي المقاتلات التكتيكية 86 و88 من اللواء الجوي 282 متعدد المهام، بمقاتلات نسخة إف-16سي /دي بلوك 40.
الوحدات المصرية العاملة
- اللواء الجوي 282 متعدد المهام:
  -  السرب 86 متعدد المهام
  -  السرب 88 متعدد المهام

## الحوادث
- 27 يناير 2016: سقطت طائرة إف-16 خلال طلعة تدريب أثناء هبوطها في مطار فايد نتيجة عطل فني وقُتل طاقمها.[11][12]

## معرض الصور

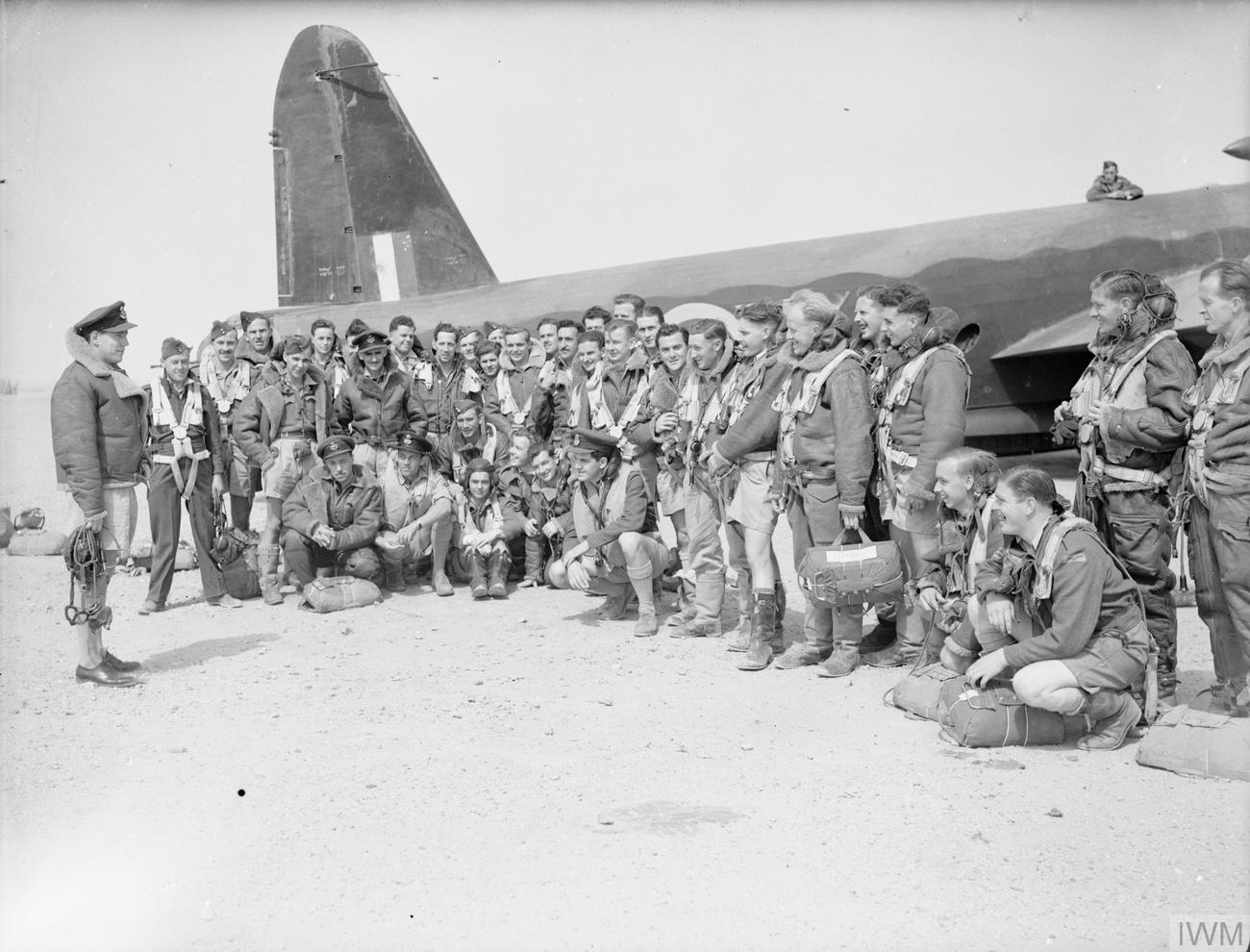
أفراد السرب 108 سلاح الجو الملكي يتلقون التعليمات الأخيرة من قائد السرب قبل الإقلاع، مطار فايد
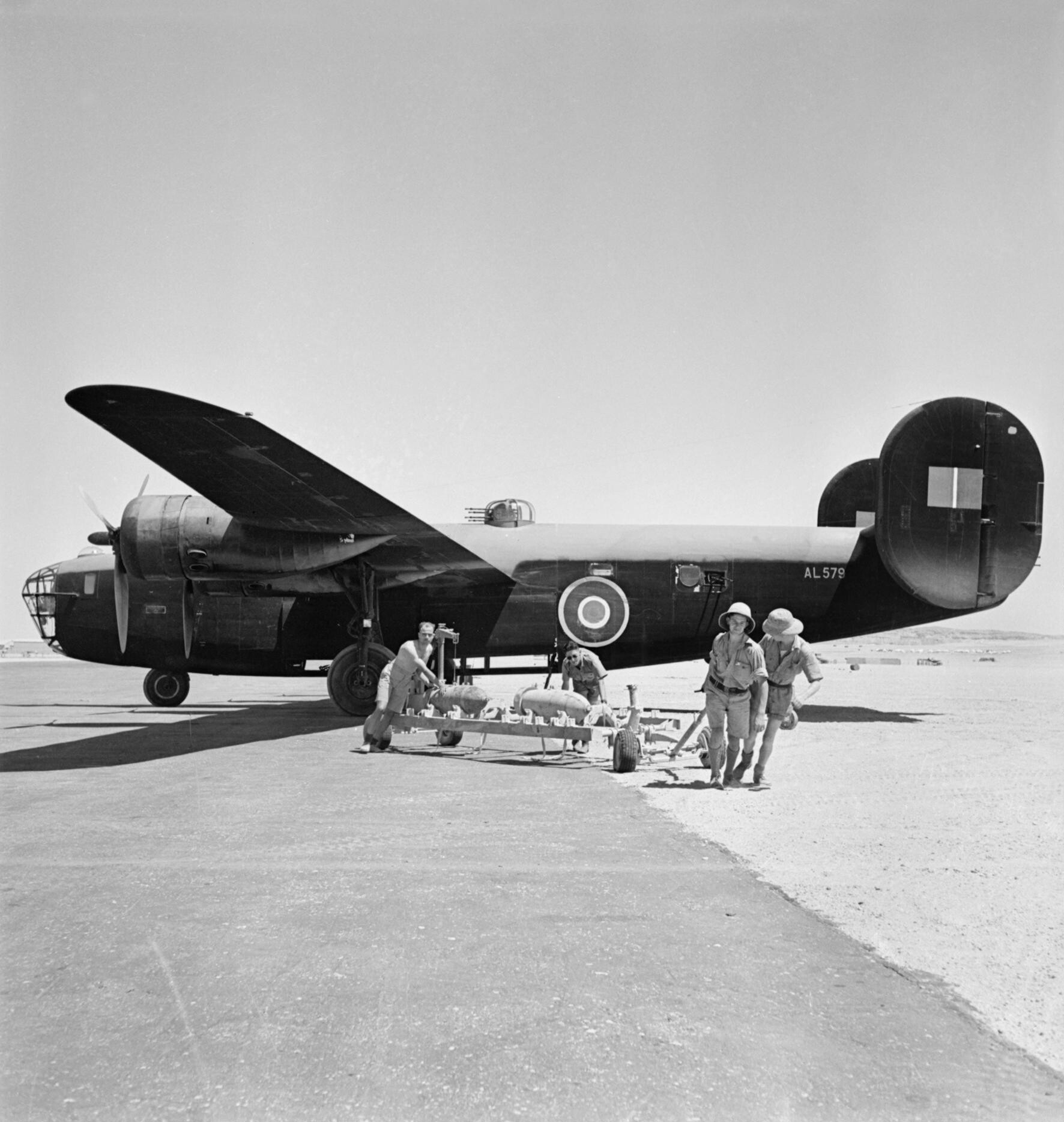
تذخير قاذفة كونسوليداتيد ليبراتور من السرب 159 لسلاح الجو الملكي البريطاني بقنابل حي بي زنة 500 رطل، مطار فايد
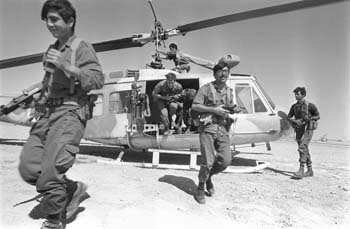
مروحية بيل 205 إسرائيلية تهبط بعناصر من الكتيبة 908 "قوة نافتول" في مطار فايد